# ルイ・シュポーア
ルイ・シュポーア（Louis Spohr, 1784年4月5日 ブラウンシュヴァイク - 1859年10月22日 カッセル）は、ドイツの作曲家、ヴァイオリニスト、指揮者。
本来の氏名はドイツ語でルートヴィヒ・シュポーア（Ludwig Spohr）というが、ヴァイオリン演奏のヴィルトゥオーソとして活動を始めて以降、フランス語名ルイ（Louis）と名乗った。

## 生涯
シュポーアはブラウンシュヴァイク＝リューネブルク公国のブラウンシュヴァイクで1784年に生まれた。母親は歌手でありピアノも演奏し、父親はフルートを演奏する音楽一家であった。1786年に一家はゼーゼンに移ったが、幼少期よりヴァイオリン演奏の才能を示し、1790年代初頭からは作曲も始めていた。
1799年、ハンブルクでの最初の演奏会は失敗に終わったものの、ブラウンシュヴァイク公カール・ヴィルヘルム・フェルディナントの宮廷楽団に15歳で職を得た。3年後の1802年になると、公爵の援助を得てヴァイオリンの巨匠フランツ・アントン・エックに師事すべく、サンクトペテルブルクに1年間渡る。《ヴァイオリン協奏曲 第1番》を含む最初の著名な作品はこの時期に誕生している。
帰国すると公爵から演奏旅行のための休暇を得て、1804年12月にはライプツィヒに赴いて演奏会を行った。この演奏会では、シュポーアのヴァイオリンの技能だけではなく、自身の優れた作曲能力によって、当時の有力な音楽評論家フリードリヒ・ロホリッツを感服させた。この演奏会の成功によってシュポーアは一夜にしてドイツ語圏の楽壇で有名になった。
以後シュポーアはゴータの宮廷楽長に就任したため、1805年から1812年まで同地に滞在した。そこで当時18歳のハープ奏者、ドレッテ・シャイトラー(Dorette Scheidler)と出逢って恋に落ち、翌1806年2月2日に結婚した（妻の両親は宮廷歌手であった）。1808年にはウィーンでベートーヴェンと知り合い、幽霊トリオの練習に加わっている。1813年から1815年の間はウィーンに滞在し、アン・デア・ウィーン劇場の指揮者を務めた。ベートーヴェンとの友好的な関係は続き、彼の《交響曲 第7番》と《戦争交響曲》の初演（1813年12月8日）にも参加している。
シュポーアはまた妻とともにヴァイオリンとハープの二重奏を組み、演奏旅行で1816年から1817年まではイタリア、1820年にイングランド、1821年にはパリで演奏会を行って成功をおさめたが、ほどなくして出産と育児期間に入ったシュポーア夫人は音楽活動をあきらめ、家事に専念した。1817年から1819年まではフランクフルト歌劇場のオペラ監督となり、ウィーンでは劇場オーナーとの諍いによって上演を拒否された自身初のオペラ《ファウスト》を上演することができた（初演はウェーバーが1816年9月1日にプラハのエステート劇場で行った）。1822年からは、ウェーバーの申し出によってカッセルの宮廷楽長の役職を得ることができ、これは彼の没年まで続いた。
1834年には妻のドレッテが不慮の死を遂げた。シュポーアはひどく嘆き悲しんだが、1836年1月3日に29歳のマリアンネ・プファイファー(Marianne Pfeiffer)と再婚した。1851年、カッセルの選帝侯は、雇用契約に基づく権利であるシュポーアの2か月の休暇について許可証への署名を拒否した。そしてシュポーアが許可証なしに出発したため、給与の一部が差し引かれることになった。1857年には自らの望みに反して引退させられ収入は減少した。指揮者としてはまだ健在であったが、同年冬に事故によって腕を骨折したため演奏家としてのキャリアは終焉を迎えた。その2年後の1859年10月22日、カッセルで死去し、当地の中央墓地に埋葬された。

## 作品
シュポーアは多作な作曲家であり、作品表は優に150曲を超える。その上、作品番号のない楽曲も沢山ある。すべてのジャンルにわたって作曲し、9つの交響曲（第10番は未完に終わったが、オイゲン・ミノールにより補筆され、ベルゲン・ユース管弦楽団により初演された）は、先輩作曲家に倣った古典的な様式から、第9番《四季Die Jahreszeiten 》における標題音楽的な様式へと移り変わる過程と進化を示している。しかし、むしろシュポーアは、当時のヴァイオリン音楽作曲の並ぶ者のない大家であり、全部で60曲を残した。そのうち、オペラのアリア様式で作曲された《ヴァイオリン協奏曲 第8番》のように、形式的に因襲にとらわれない作品もある。
シュポーアの室内楽曲は、弦楽四重奏曲だけでも36曲あり、そのうえ2つの弦楽四重奏のために作曲された複弦楽四重奏曲がある。その他の編成の四重奏や、二重奏、三重奏、五重奏、六重奏、八重奏や九重奏のための楽曲のほか、ヴァイオリン独奏曲やハープ独奏曲、夫婦で演奏するために書かれたヴァイオリンとハープのための二重奏曲もある。
今日では忘れられているものの、《ファウスト》（1813年）や《ゼミーレとアゾールZemire und Azor 》（1819年）、《イェソンダJessonda 》（1823年）といった最も優れた歌劇は、19世紀から20世紀前半までは、人気のレパートリーだった。しかし《イェソンダ》は、ヨーロッパ人の主人公とインドの姫君との恋愛を描いているため、ナチス政権により上演禁止に指定された。歌曲も数多く、さらにミサ曲や合唱曲もある。
シュポーアは著名なヴァイオリニストであり、顎あての発明者であった。名指揮者として、最初に指揮棒を使い始め、アルファベットの大文字による練習番号を使い始めた最初の作曲家でもある。音楽活動のかたわら自叙伝を著している（没後の1860年に刊行された）。

## 主要作品

### 歌劇
- ファウスト（英語版、ドイツ語版）
- イェソンダ
- ゼミーレとアゾール

### 交響曲
- 交響曲第1番変ホ長調 作品20
- 交響曲第2番ニ短調 作品49
- 交響曲第3番ハ短調 作品78
- 交響曲第4番ヘ長調 作品86『音の浄化』
- 交響曲第5番ハ短調 作品102
- 交響曲第6番ト長調 作品116『歴史的交響曲』
- 交響曲第7番ハ長調 作品121『人生の世俗と神聖』
- 交響曲第8番ト長調 作品137
- 交響曲第9番ロ短調 作品143『四季』

### 協奏曲
- ヴァイオリン協奏曲第1番イ長調 作品1
- ヴァイオリン協奏曲第2番ニ短調 作品2
- ヴァイオリン協奏曲第3番ハ長調 作品7
- ヴァイオリン協奏曲第4番ロ短調 作品10
- ヴァイオリン協奏曲第5番変ホ長調 作品17
- ヴァイオリン協奏曲第6番ト短調 作品28
- ヴァイオリン協奏曲第7番ホ短調 作品38
- ヴァイオリン協奏曲第8番イ短調 作品47「劇唱の形式で」
- ヴァイオリン協奏曲第9番ニ短調 作品55
- ヴァイオリン協奏曲第10番イ長調 作品62
- ヴァイオリン協奏曲第11番ト長調 作品70
- ヴァイオリン協奏曲第12番イ長調 作品79
- ヴァイオリン協奏曲第13番ホ長調 作品92
- ヴァイオリン協奏曲第14番イ短調 作品110
- ヴァイオリン協奏曲第15番ホ短調 作品128
- クラリネット協奏曲第1番ハ短調 作品26
- クラリネット協奏曲第2番変ホ長調 作品57
- クラリネット協奏曲第3番ヘ短調
- クラリネット協奏曲第4番ホ短調
- クラリネットと管弦楽のためのポプリ ヘ長調 作品80
- 幻想曲とダンツィの主題による変奏曲 作品81
- ヴァイオリンとハープのためのコンチェルタンテ 第1番ト長調　WoO.13
- 弦楽四重奏のための協奏曲 作品131

### ピアノ三重奏曲
全5曲。
- ピアノ三重奏曲第1番ホ短調 作品119
- ピアノ三重奏曲第2番ヘ長調 作品123
- ピアノ三重奏曲第3番イ短調 作品124
- ピアノ三重奏曲第4番変ロ長調 作品133
- ピアノ三重奏曲第5番ト短調 作品142

### 弦楽五重奏曲
全7曲。
- 弦楽五重奏曲第1番変ホ長調 作品33-1
- 弦楽五重奏曲第2番ト長調 作品33-2
- 弦楽五重奏曲第3番ロ短調 作品69
- 弦楽五重奏曲第4番イ短調 作品91
- 弦楽五重奏曲第5番ト短調 作品106
- 弦楽五重奏曲第6番ホ短調 作品129
- 弦楽五重奏曲第7番ト短調 作品144

### 弦楽四重奏曲
全36曲。これらの内｢華麗なる四重奏曲｣という表題の曲は、実質第1ヴァイオリンを独奏楽器とする曲で、作曲家自身のために作曲された。
- 第1番ハ長調 作品4-1
- 第2番ハ短調 作品4-2
- 第3番ニ短調 作品11（華麗なる四重奏曲）
- 第4番変ホ長調 作品15-1
- 第5番ニ長調 作品15-2
- 第6番ト短調 作品27
- 第7番変ホ長調 作品29-1
- 第8番ハ長調 作品29-2
- 第11番ホ長調 作品43（華麗なる四重奏曲）
- 第12番ハ長調 作品45-1
- 第13番ホ短調 作品45-2
- 第14番ヘ短調 作品45-3
- 第15番変ホ長調 作品58-1
- 第16番イ短調 作品58-2
- 第20番イ短調 作品74-1
- 第21番変ロ長調 作品74-2
- 第24番ト長調 作品82-2
- 第25番イ短調 作品82-3
- 第27番ニ短調 作品84-1
- 第28番変イ長調 作品84-2
- 第29番ロ短調 作品84-3
- 第30番イ長調 作品93（華麗なる四重奏曲）
- 第32番ハ長調 作品141
- 第33番ト長調 作品146
- 第34番変ホ長調 作品152
- 第35番変ホ長調 作品155
- 第36番ト短調 作品157

### その他の作品

#### 室内楽曲
- 大九重奏曲ヘ長調 作品31(Vn、Vla、Vc、Cb、Fl、Cl、Hrn、Ob、Fg)
- 複弦楽四重奏曲（全4曲）…メンデルスゾーンの弦楽八重奏曲とは異なり、二つの弦楽四重奏が協奏するという趣向で書かれている。
- 幻想曲（ハープ独奏）
- 弦楽六重奏曲ハ長調 作品140
- ピアノ五重奏曲ニ長調 作品130
- ヴァイオリンとハープのための多数の曲
- ヴァイオリン二重奏曲（多数あり）

#### 声楽曲
- ミサ曲ハ短調 作品54

## 関連サイト・参照事項
- 英国シュポーア協会の案内（英語）
- ルイ・シュポーアの楽譜 - 国際楽譜ライブラリープロジェクト
- 『シュポーア』 - コトバンク